# Monte Gamshasar
Il monte Gamshasar, anche Gomshasar, Gyamish o  Ariutyan  è la più alta vetta dei Monti Mrav, catena montuosa che separa l'Azerbaigian (distretto di Goranboy) dalla repubblica dell'Artsakh (già repubblica del Nagorno Karabakh) (regione di Martakert). Raggiunge i 3.724 m s.l.m..
Il monte, che è situato geograficamente nella catena montuosa del Caucaso Minore di cui fa parte, è composto prevalentemente da rocce di natura vulcanica.

## Galleria d'immagini

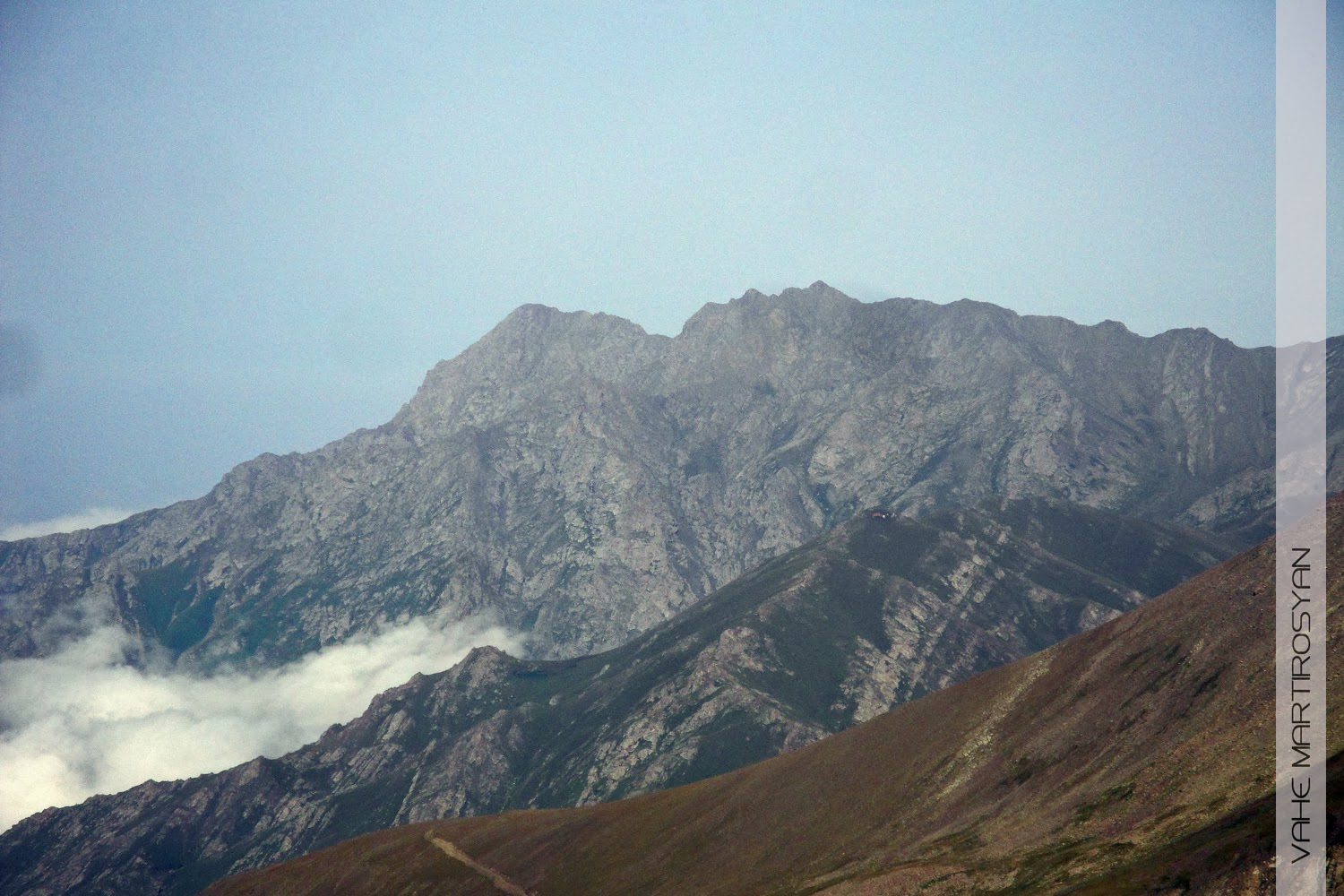
Il monte Mrav visto dal Gamshasar
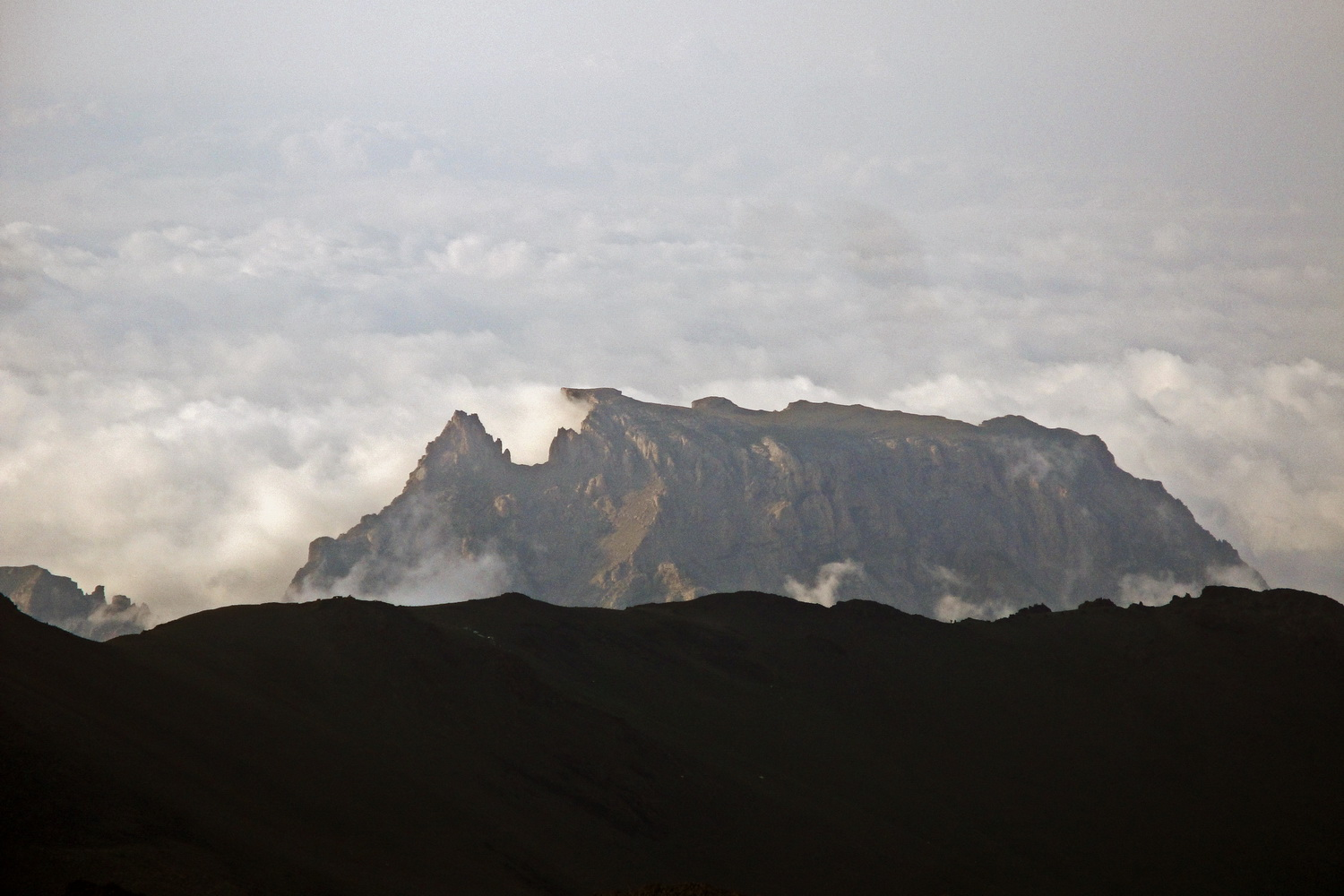
Il monte Kyapaz (AZE) visto dal Gamshasar